# Nyctemera camerunica
Nyctemera camerunica là một loài bướm đêm thuộc phân họ Arctiinae, họ Erebidae.